# سورژ شالوندون
سورژ شالاندون (فرانسوی: Sorj Chalandon‎؛ ۱۶ مهٔ ۱۹۵۲ – ) یک روزنامه‌نگار، و نویسنده تونسی تبار مقیمفرانسه است.
وی برنده جوایزی همچون جایزه بزرگ رمان فرهنگستان فرانسه و جایزه مدیسی شده است، از او دو کتاب «افسانه پدران ما» (۱۳۹۳) و بازگشت به کیلی‌بگز (۱۳۹۵) با ترجمه مرتضی کلانتریان در ایران منتشر شده است.